# Амфора
А́мфора (грец. αμφορευς, αμφιφορευς — посудина, глечик) — глиняна посудина зі звуженим дном, високим і вузьким горлом та двома ручками, поширена в давнину у Середземномор'ї.

## Історія
Амфору винайшли на Близькому Сході, активно використовували цю посудину вже фінікійці, але особливої популярності вона набула у Стародавній Греції, перетворившись із часом на один із символів давньогрецької та античної цивілізації. 
Використовували амфори для транспортування і зберігання вина, олії, зерна. Подекуди амфори застосовували для поховання дітей. На багатьох амфорах є малюнки, орнаменти, написи і тавра, за якими можна встановити місце їхнього виробництва.
Поряд з овальними панафінейськими амфорами розрізняють тонкопрофільні ноланські амфори, а також грубіші, високі та вузькі амфори, які використовували виключно як тару для транспортування рідин. 
Зазвичай амфора містила 26,26 літра, тож греки, а пізніше й римляни використовували її як одиницю вимірювання об'єму.
Амфори знайдено при археологічних розкопках давньогрецьких міст в Одеській, Миколаївській областях та АР Крим. Окремі знахідки амфор були на Поліссі (Чорнобиль та ін.) і в лісостеповій смузі України. У Київській Русі виробляли місцевий тип амфор — «корчаги».

## Галерея

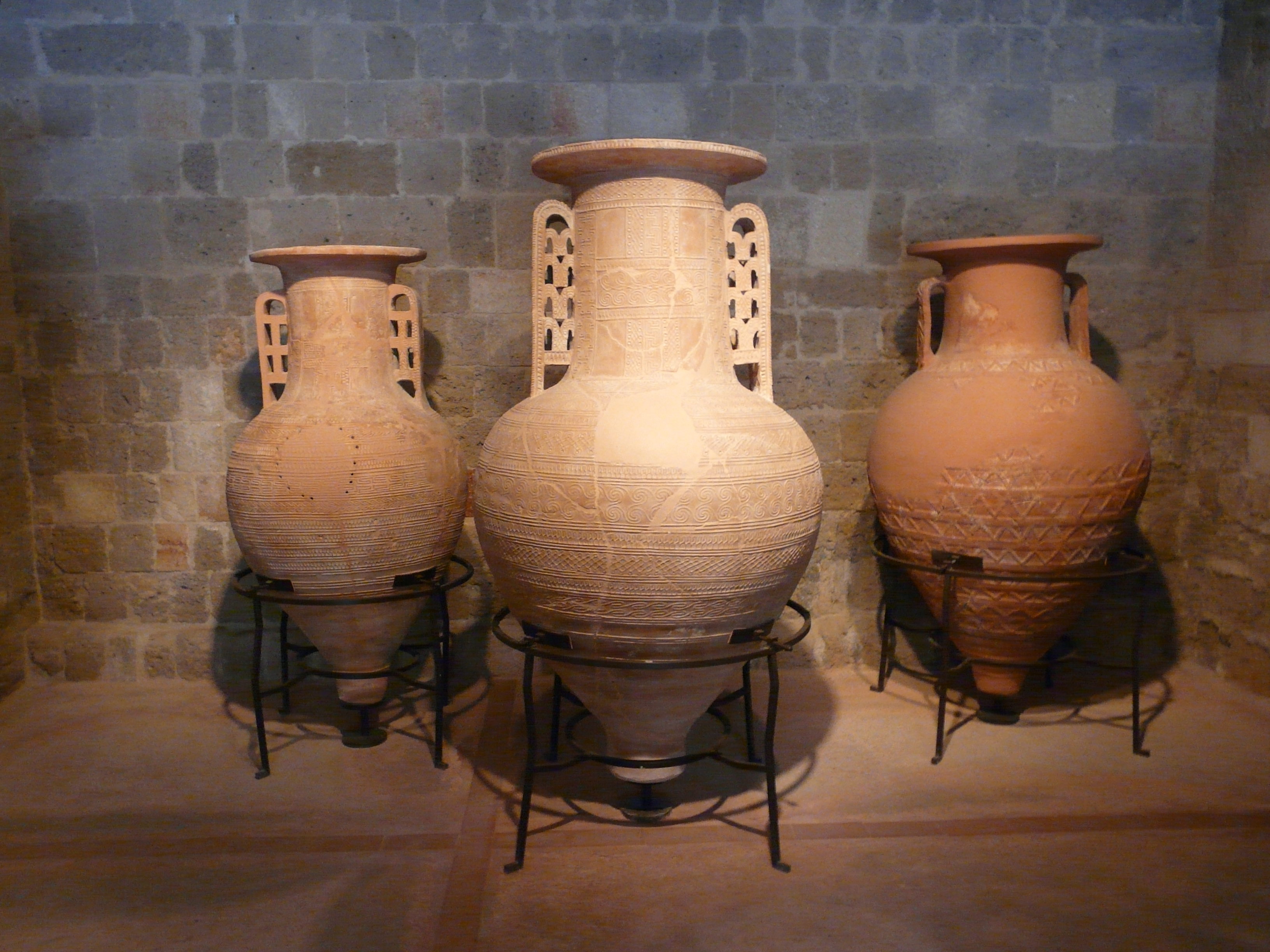
Родосські амфори
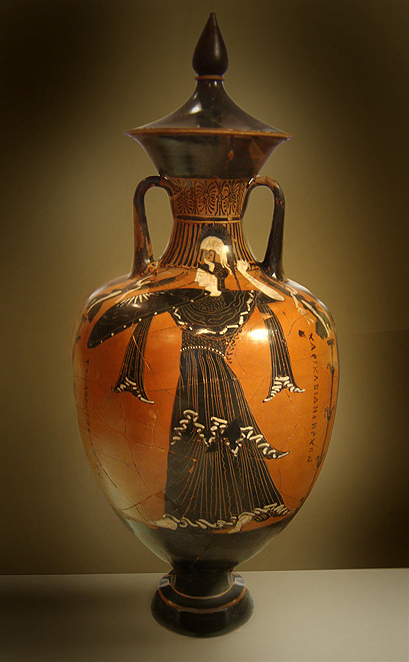
Панафінейська амфора: богиня Афіна
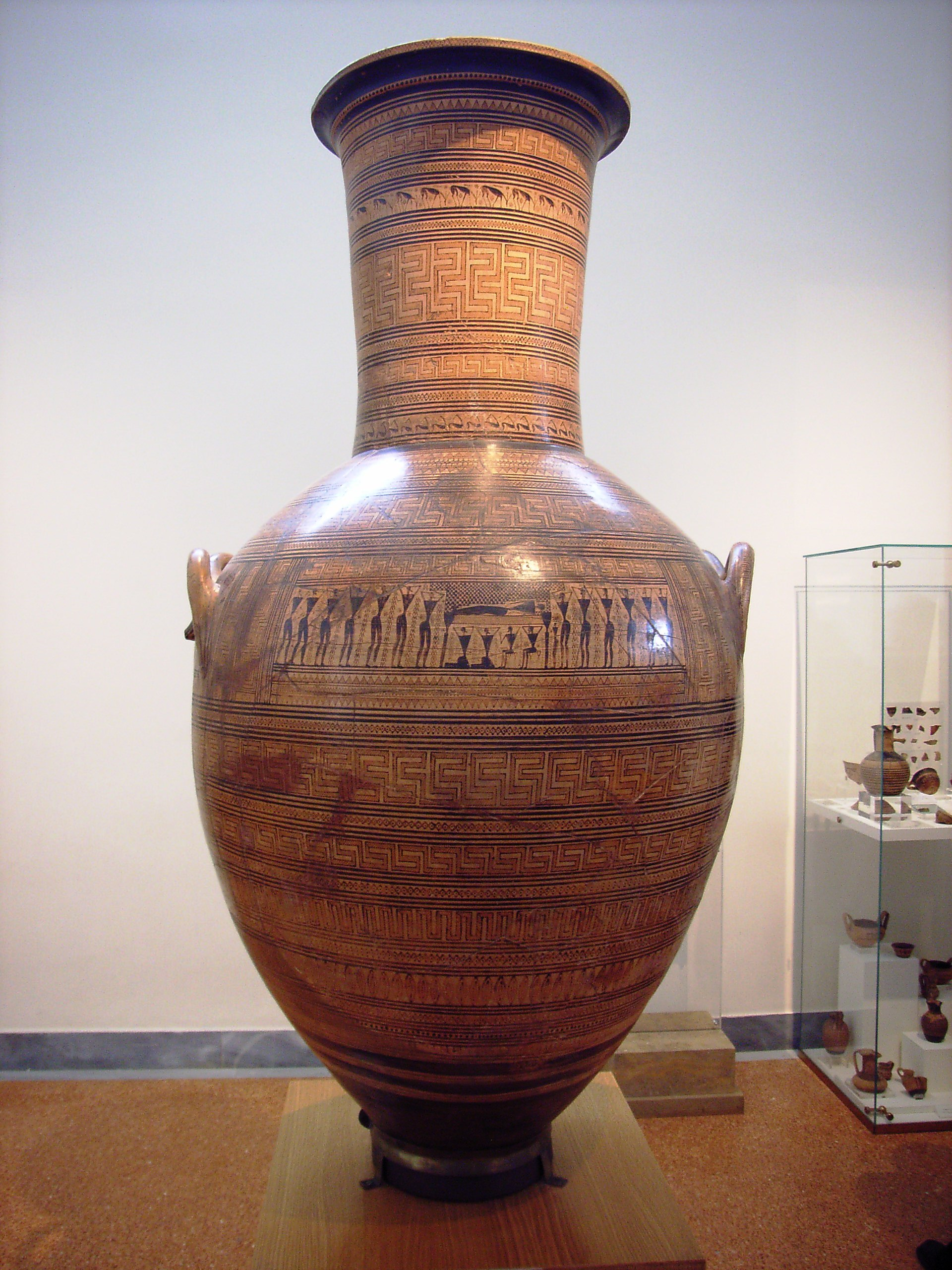
Дипілонська амфора зі сценою протесісу
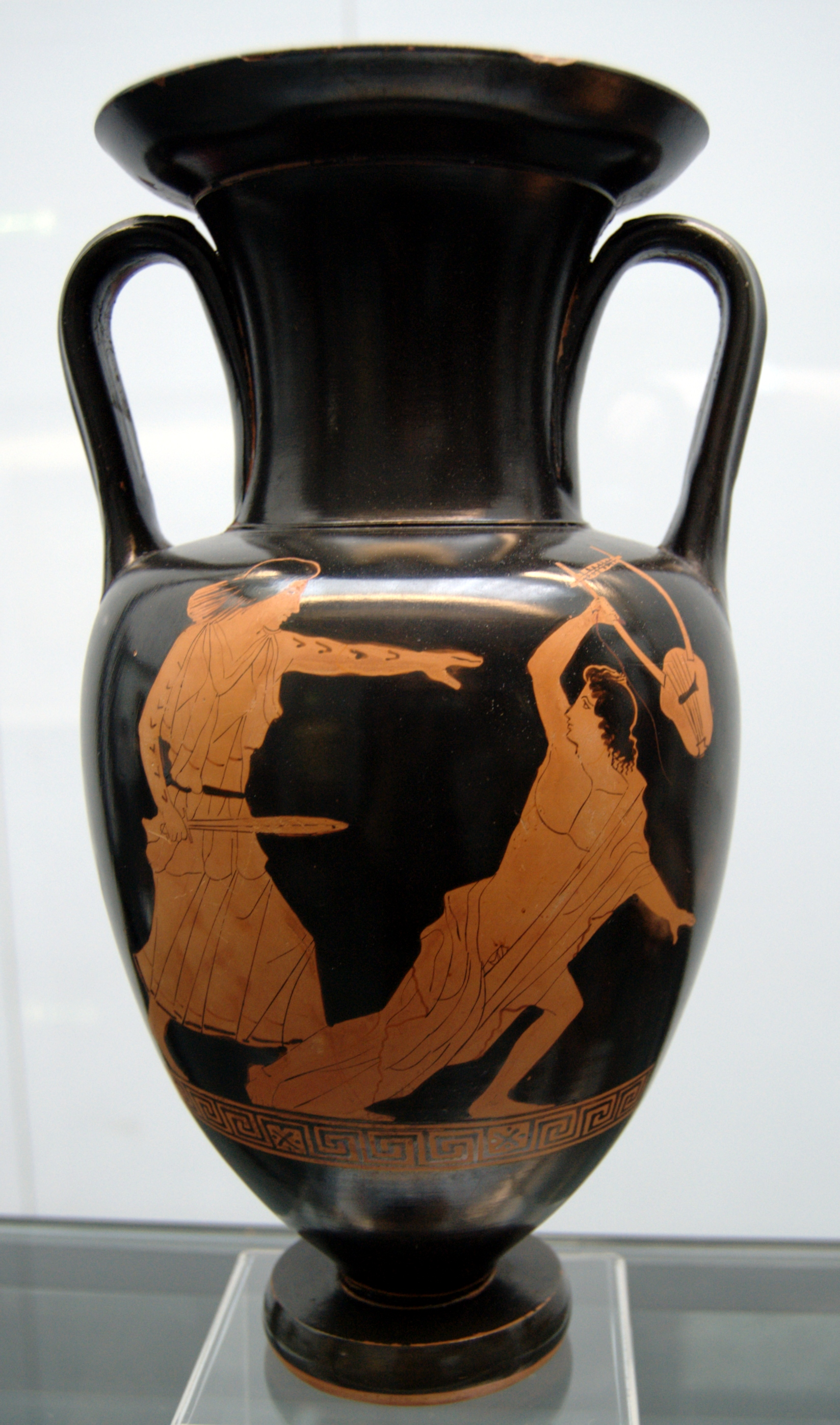
Ноланська амфора: загибель Орфея